# Lactarius sanguifluus
Lactarius sanguifluus è una specie di fungo basidiomicete appartenente alla famiglia Russulaceae. Cresce generalmente in gruppi anche numerosi, nei boschi di conifere, ed è abbondante soprattutto in Europa meridionale. Quando viene ammaccata o tagliata, la sua carne emana abbondante lattice di colore rossastro, che vira lentamente al verdastro all'esposizione con l'aria; da ciò deriva il nome di questa specie fungina e questa caratteristica permette di distinguere L. sanguifluus da altre specie del genere Lactarius, come L. deliciosus. È un fungo commestibile e piuttosto apprezzato culinariamente, in particolare nella cucina catalana.

## Etimologia e tassonomia
La parola sanguifluus (dal latino sanguis, "sangue", e fluus, "flusso") deriva dal colore rosso vinoso secreto dal fungo quando viene sezionato. Nella sua pubblicazione originale del 1811, il micologo francese Jean-Jacques Paulet cita L. sanguifluus sotto il nome in francese di "Rougillon des Toulouzains"; nella pubblicazione Epicrisis Systematis Mycologici del 1838, il micologo svedese Elias Magnus Fries fa comparire il fungo per la prima volta all'interno del genere Lactarius.

## Descrizione

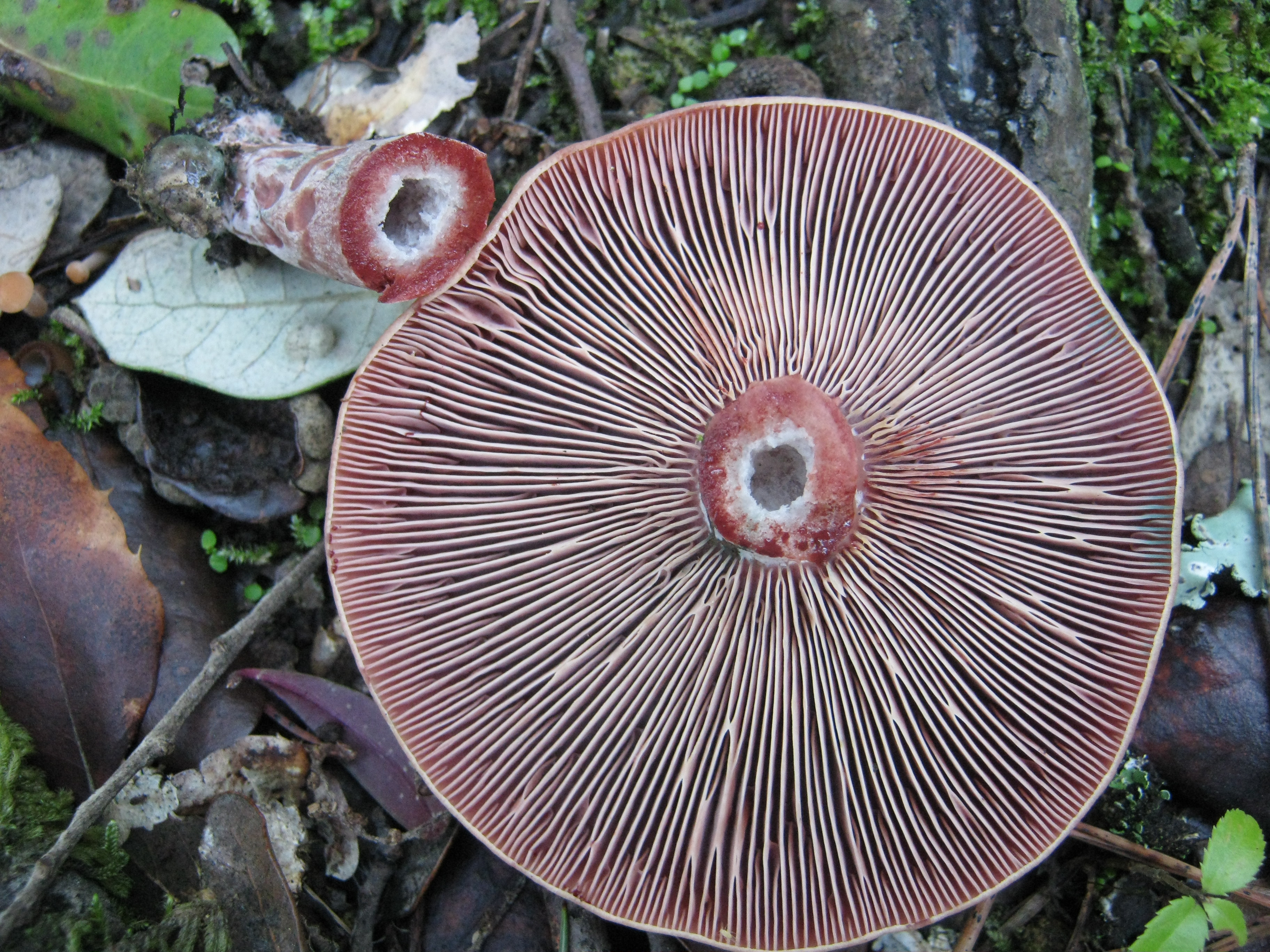
Esemplare raccolto in Portogallo: si notano le lamelle color rosa sbiadito e le irregolarità della superficie esterna del gambo

Il cappello è convesso, con una depressione centrale, e misura tra i 5 e i 12 cm di diametro. La sua superficie è liscia e leggermente viscosa; i suoi margini sono piegati verso il basso; è di colore marrone/rosato, ma sfuma frequentemente verso l'arancione-ocra, talvolta con macchie grigiastre o color grigio-verde pallido, soprattutto dove la superficie è ammaccata. Le lamelle sono adnate o leggermente decorrenti, tipicamente color rosso pallido, vinoso. Il gambo è cilindrico, alto tra i 2 e i 5 cm e di 1-3 cm di diametro; la sua superficie è color ocra, rosata o tendente al grigio-rosa e presenta talvolta piccole fossette di colore più vivo, tra l'arancio-rossastro e il bruno. La carne è di consistenza variabile, potendo essere resistente o molto friabile, ed è generalmente rossastra nel gambo, color rosso mattone o brunastro sotto la cuticola del cappello. Non presenta odori particolari, mentre il suo sapore varia dal dolce al lievemente amaro.

## Distribuzione e habitat

Distribuzione di Lactarius sanguifluus in Europa: negli Stati in verde è stata segnalata la presenza di questa specie

L. sanguifluus è una specie ectomicorrizica che cresce in associazione con i pini su terreni preferibilmente calcarei. Il fungo è ampiamente diffuso nello Stato indiano dell'Himachal Pradesh, dove si trova nelle foreste miste di conifere, generalmente sotto un tipo di felce, Onychium japonicum var. lucidum. In Asia, questo lattario è presente anche in Vietnam e in Cina. È abbondante anche in Europa meridionale, dove cresce tra settembre e novembre (a volte fino a dicembre nelle zone più meridionali del continente). Nei Paesi Bassi è stato rinvenuto in alcune dune calcaree, tendendo a crescere in un luogo più caldo, riparato e soleggiato rispetto alle limitrofe aree boschive di conifere. Sempre in Europa, L. sanguifluus è stato individuato in Germania, Belgio, Cipro, Spagna, Estonia, Francia, Grecia, Italia, Lussemburgo, Polonia, Russia, Slovacchia, Svezia e Svizzera. In Africa, questa specie è stata rinvenuta in Marocco.

## Commestibilità

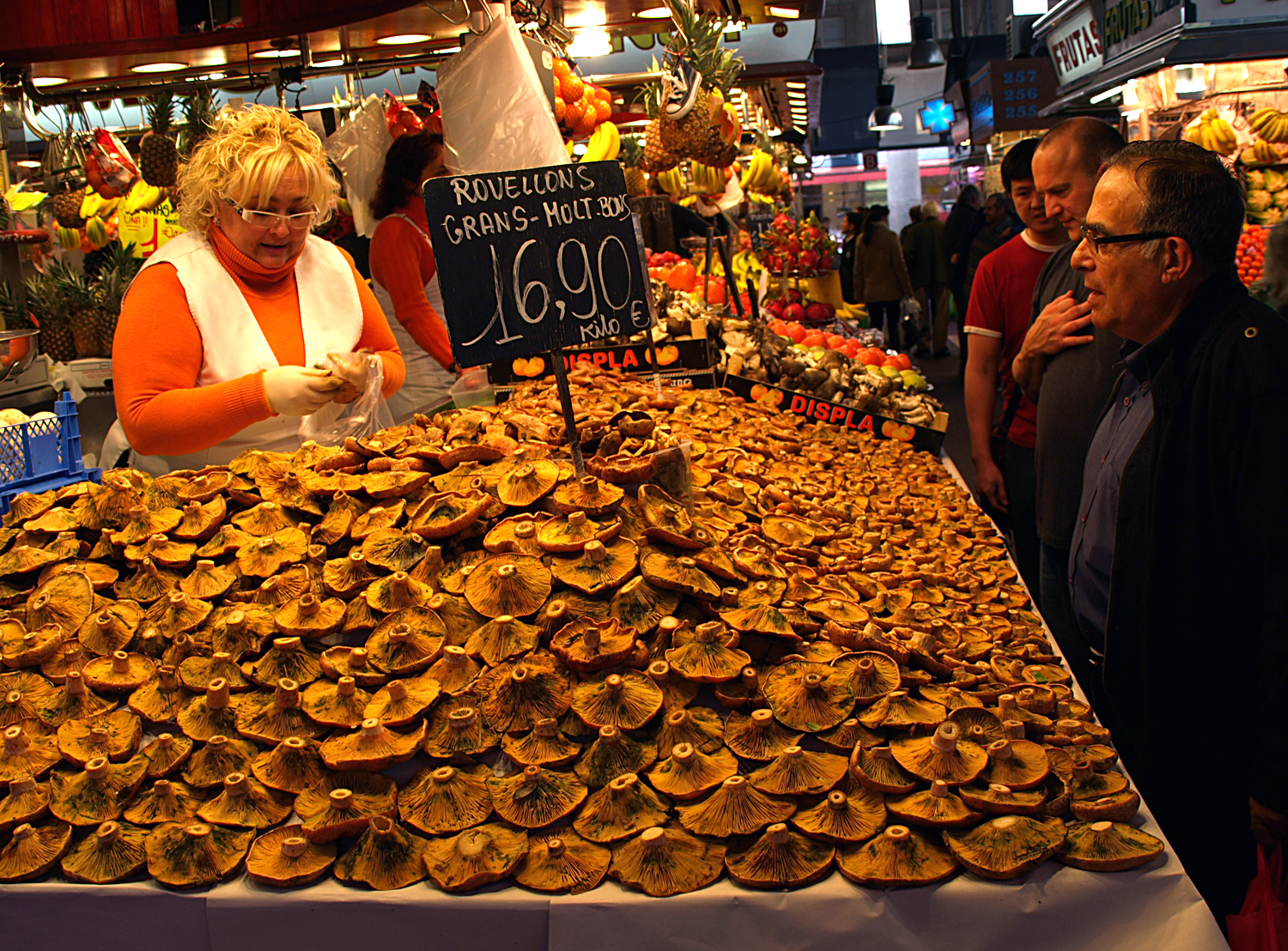
Lattari venduti a La Boqueria, mercato storico di Barcellona: non solo L. sanguifluus, ma anche altri lattari, come L. deliciosus, sono spesso messi in vendita in Catalogna sotto il nome generico di "rovelló"

Lactarius sanguifluus è ritenuto essere ottimo commestibile ed è considerato da alcuni autori come il lattario dal sapore migliore. In alcune zone del bacino del Mediterraneo, dove il fungo è largamente utilizzato in cucina, gli sono stati attribuiti nomi popolari, ad esempio rovelló in Catalogna, pignen in Provenza e sanguinello in Romagna. Viene consumato fresco, soprattutto alla griglia condito con salsa persillade, oppure in padella imburrato con un goccio di rum scuro e una piccola aggiunta di panna acida. Può anche essere essiccato o vi si possono realizzare delle conserve.